# Yo me llamo (Uruguay)
Yo me llamo fue un talent show uruguayo emitido por Teledoce cuya primera temporada empezó el 3 de agosto de 2014 y concluyó el 21 de diciembre de 2014. Su objetivo es la búsqueda del mejor imitador de su artista musical favorito, a través de audiciones y presentaciones. Es la versión del popular formato original colombiano Yo me llamo, el cual tiene sus propias versiones en otros países como Lluvia de estrellas en España y Yo soy... de Chile. El programa es conducido por Maxi de la Cruz y Ana Laura Romano, y es conformado por los tres integrantes del jurado: Omar Varela, Lea Ben Sasson y Roberto Musso. El premio para el ganador de este concurso es un Chevrolet Celta Advantage 0km.
Nominado a Mejor Programa de Entretenimiento, y Mejor Producción Integral, en los Premios Iris 2016
El 21 de diciembre de 2014 mediante un comunicado del conductor Maxi de la Cruz durante la final de la primera temporada, confirmó la segunda temporada del formato. Esta comenzó el 2 de agosto de 2015, manteniéndose al conductor Maxi de la Cruz y a todos los jurados de la primera temporada.

## Formato
En la primera temporada los aspirantes a concursar se presentaron en la sala de Moviecenter de Montevideo Shopping, los días 7 y 8 de abril de 11 a 18 horas. Podían presentarse personas mayores de 15 años, y debían presentarse lookeados como el artista que imitarían (esta fase no fue emitida por TV), allí el jurado eligió a 31 artistas. Luego los imitadores se iban presentando gala tras gala, quedando eliminados varios por gala. Cuando quedaban los últimos 6 concursantes, la gente votó durante toda la semana mandando un sms por su artista favorito; luego que todos cantaron se dieron a conocer los resultados de la votación, teniendo el ganador de Yo me Llamo 2014 el mayor porcentaje de votos.
En la segunda temporada los aspirantes a concursar se presentaron en la sala Hugo Balzo del Auditorio del Sodre de la ciudad de Montevideo, el día 20 de julio de 10 a 17 horas; y el 25 de julio de 9 a 17 horas, en el Teatro Young de la ciudad de Fray Bentos. Los aspirantes debían presentarse lookeados como el artista que imitarían y llevar la pista, allí los coaches seleccionaron 90 artistas. Luego el día 28 de julio (este casting si fue emitido en TV, como primer programa, pero no en vivo y tampoco se vieron a los 90 aspirantes) se presentaron los participantes preseleccionados en los estudios de Teledoce, pero esta vez fueron juzgados por el jurado, los cuales solamente dejaron 32 concursantes. Luego los imitadores se iban presentando gala tras gala de a grupos, quedando eliminados varios por gala. Cuando quedaban los últimos 6 concursantes, la gente votó durante toda la semana mandando un sms por su artista favorito; luego que todos cantaron se dieron a conocer los resultados de la votación, teniendo el ganador de Yo me Llamo 2015 el mayor porcentaje de votos.

## Temporadas
| Temp. | Número de | Número de | Duración            | Duración                | Finalistas                           | Finalistas                         | Finalistas                     |
| Temp. | Imita.    | Galas     | Estreno             | Término                 | Primer puesto                        | Segundo puesto                     | Tercer puesto                  |
| ----- | --------- | --------- | ------------------- | ----------------------- | ------------------------------------ | ---------------------------------- | ------------------------------ |
| 1     | 31        | 20        | 3 de agosto de 2014 | 21 de diciembre de 2014 | Jenifer Suárez (Whitney Houston)     | Carolina Gloodtdofsky (Édith Piaf) | Paula González (Amy Winehouse) |
| 2     | 32        | 20        | 28 de julio de 2015 | 20 de diciembre de 2015 | Gabriel González (Alfredo Zitarrosa) | Braulio Assanelli (Pablo Alborán)  | Camila Sosa (Isabel Pantoja)   |

## Temporada 1 (2014)

### Presentadores
- Maxi de la Cruz: Actor y Humorista
- Ana Laura Romano: Actriz, cantante y conductora

### Jurado
- Omar Varela: Productor y Director Teatral
- Lea Ben Sasson: Cantante
- Roberto Musso: Vocalista del Grupo El Cuarteto de Nos

### Concursantes
| Participante          | Imita a:           | Nacionalidad              | Estado         | Galas |
| --------------------- | ------------------ | ------------------------- | -------------- | ----- |
| Jenifer Suárez        | Whitney Houston    | Bandera de Estados Unidos | 1º Lugar       | 7     |
| Carolina Gloodtdofsky | Édith Piaf         | Bandera de Francia        | 2º Lugar       | 7     |
| Paula González        | Amy Winehouse      | Bandera del Reino Unido   | 3º Lugar       | 7     |
| Agustín Britos        | Fito Páez          | Bandera de Argentina      | 4º Lugar       | 7     |
| Sofía Cervetto        | Adele              | Bandera del Reino Unido   | Finalista      | 7     |
| Juan José Cerviño     | David Bisbal       | Bandera de España         | Finalista      | 7     |
| Ana Laura Buongiorno  | Christina Aguilera | Bandera de Estados Unidos | Semifinalista  | 6     |
| Micaela Vinay         | Shakira            | Bandera de Colombia       | 24.ª Eliminada | 5     |
| Fernando Servián      | Sting              | Bandera del Reino Unido   | 23º Eliminado  | 5     |
| Santiago Ferrari      | Ismael Serrano     | Bandera de España         | 22º Eliminado  | 2     |
| Santiago Ferrari      | Ismael Serrano     | Bandera de España         | 12º Eliminado  | 2     |
| Alejandra Díaz        | Patricia Sosa      | Bandera de Argentina      | 21.ª Eliminada | 5     |
| Pilar Etcheverry      | Sheryl Crow        | Bandera de Estados Unidos | 20.ª Eliminada | 4     |
| Lorena Correa         | Leire Martínez     | Bandera de España         | 19.ª Eliminada | 4     |
| Juan Arce             | Alfredo Zitarrosa  | Bandera de Uruguay        | 18º Eliminado  | 4     |
| Cristian Medina       | Carlos Gardel      | Bandera de Uruguay        | 1º Abandono    | 3     |
| María Eugenia Bonilla | Amy Lee            | Bandera de Estados Unidos | 17.ª Eliminada | 3     |
| Denis Díaz            | Marc Anthony       | Bandera de Estados Unidos | 16º Eliminado  | 3     |
| Martina Serra         | Violetta           | Bandera de Argentina      | 15.ª Eliminada | 3     |
| Mathías Ledesma       | Justin Bieber      | Bandera de Canadá         | 14º Eliminado  | 2     |
| Bruno Laureiro        | Abel Pintos        | Bandera de Argentina      | 13º Eliminado  | 2     |
| Sebastián Rodríguez   | Kurt Cobain        | Bandera de Estados Unidos | 11º Eliminado  | 2     |
| Richard Figueroa      | Luis Miguel        | Bandera de Puerto Rico    | 10º Eliminado  | 1     |
| Cynthia Suárez        | Demi Lovato        | Bandera de Estados Unidos | 9.ª Eliminada  | 1     |
| Nicolás Etcheverry    | Jim Morrison       | Bandera de Estados Unidos | 8º Eliminado   | 1     |
| Leticia Méndez        | Amaia Montero      | Bandera de España         | 7.ª Eliminada  | 1     |
| Dogomar Santana       | Raphael            | Bandera de España         | 6º Eliminado   | 1     |
| Claudia Insúa         | Laura Pausini      | Bandera de Italia         | 5.ª Eliminada  | 1     |
| Sonia Antúnez         | Celia Cruz         | Bandera de Cuba           | 4.ª Eliminada  | 1     |
| Matías Silveira       | Roberto Musso      | Bandera de Uruguay        | 3º Eliminado   | 1     |
| Fabián Orrego         | Axl Rose           | Bandera de Estados Unidos | 2º Eliminado   | 1     |
| Gustavo Calleriza     | Caetano Veloso     | Bandera de Brasil         | 1º Eliminado   | 1     |

### Galas

#### 1.ª Gala
| Emisiones     | Emisiones          | Emisiones                          | Emisiones     |
| 1.er Programa | 1.er Programa      | 1.er Programa                      | 1.er Programa |
| Fecha         | Artista            | Canción interpretada               | Resultado     |
| ------------- | ------------------ | ---------------------------------- | ------------- |
| Domingo 3/8   | Fito Paez          | La Rueda Mágica                    | Clasificado   |
| Domingo 3/8   | Adele              | Someone Like You                   | Clasificada   |
| Domingo 3/8   | Axl Rose           | Knockin'on Heaven's Door           | Eliminado     |
| Domingo 3/8   | Caetano Veloso     | Sampa                              | Eliminado     |
| Domingo 3/8   | David Bisbal       | Dígale                             | Clasificado   |
| Domingo 3/8   | Sheryl Crow        | If it makes you happy              | Clasificada   |
| 2.do Programa |                    |                                    |               |
| Fecha         | Artista            | Canción interpretada               | Resultado     |
| Domingo 10/8  | Amy Winehouse      | Back to Black                      | Clasificada   |
| Domingo 10/8  | Celia Cruz         | La Vida es un Carnaval             | Eliminada     |
| Domingo 10/8  | Kurt Cobain        | Come as You Are                    | Clasificado   |
| Domingo 10/8  | Patricia Sosa      | Endúlzame los Oídos                | Clasificada   |
| Domingo 10/8  | Roberto Musso      | El Hijo de Hernández               | Eliminado     |
| Domingo 10/8  | Shakira            | Waka Waka                          | Clasificada   |
| 3.er Programa |                    |                                    |               |
| Fecha         | Artista            | Canción interpretada               | Resultado     |
| Domingo 17/8  | Christina Aguilera | Beautiful                          | Clasificada   |
| Domingo 17/8  | Ismael Serrano     | Sucede que a Veces                 | Clasificado   |
| Domingo 17/8  | Laura Pausini      | Se fue                             | Eliminada     |
| Domingo 17/8  | Raphael            | Yo soy Aquel                       | Eliminado     |
| Domingo 17/8  | Leire Martínez     | El Primer día del Resto de mi Vida | Clasificada   |
| Domingo 17/8  | Marc Anthony       | Valió la Pena                      | Clasificado   |
| 4.to Programa |                    |                                    |               |
| Fecha         | Artista            | Canción interpretada               | Resultado     |
| Domingo 24/8  | Abel Pintos        | Aquí te Espero                     | Clasificado   |
| Domingo 24/8  | Carlos Gardel      | Por una Cabeza                     | Clasificado   |
| Domingo 24/8  | Amaia Montero      | La Playa                           | Eliminada     |
| Domingo 24/8  | Jim Morrison       | People Are Strange                 | Eliminado     |
| Domingo 24/8  | Amy Lee            | Bring me to Life                   | Clasificada   |
| Domingo 24/8  | Justin Bieber      | Never Say Never                    | Clasificado   |
| 5.to Programa |                    |                                    |               |
| Fecha         | Artista            | Canción interpretada               | Resultado     |
| Domingo 31/8  | Violetta           | Mi Mejor Momento                   | Clasificada   |
| Domingo 31/8  | Alfredo Zitarrosa  | A José Artigas                     | Clasificado   |
| Domingo 31/8  | Whitney Houston    | I will always love you             | Clasificada   |
| Domingo 31/8  | Sting              | Englishman in New York             | Clasificado   |
| Domingo 31/8  | Édith Piaf         | L'hymne à L'amour                  | Clasificada   |
| Domingo 31/8  | Demi Lovato        | Give Your Heart a Break            | Eliminada     |
| Domingo 31/8  | Luis Miguel        | Hasta que me Olvides               | Eliminado     |

#### 2.ª Gala
| Emisiones     | Emisiones          | Emisiones                   | Emisiones     |
| 1.er Programa | 1.er Programa      | 1.er Programa               | 1.er Programa |
| Fecha         | Artista            | Canción interpretada        | Resultado     |
| ------------- | ------------------ | --------------------------- | ------------- |
| Domingo 7/9   | Shakira            | Ojos Así                    | Clasificada   |
| Domingo 7/9   | Fito Paez          | El Amor Después del Amor    | Clasificado   |
| Domingo 7/9   | Marc Anthony       | Vivir mi Vida               | Clasificado   |
| Domingo 7/9   | Kurt Cobain        | Smells Like Teen Spirit     | Eliminado     |
| Domingo 7/9   | Christina Aguilera | Fighter                     | Clasificada   |
| 2.do Programa |                    |                             |               |
| Fecha         | Artista            | Canción interpretada        | Resultado     |
| Domingo 14/9  | Adele              | Skyfall                     | Clasificada   |
| Domingo 14/9  | Sheryl Crow        | All I Wanna Do              | Clasificada   |
| Domingo 14/9  | David Bisbal       | Hasta el Final              | Clasificado   |
| Domingo 14/9  | Patricia Sosa      | El Mar más Grande que Hay   | Clasificada   |
| Domingo 14/9  | Ismael Serrano     | Papá Cuéntame Otra Vez      | Eliminado     |
| 3.er Programa |                    |                             |               |
| Fecha         | Artista            | Canción interpretada        | Resultado     |
| Domingo 21/9  | Whitney Houston    | I Wanna Dance Whit Somebody | Clasificada   |
| Domingo 21/9  | Abel Pintos        | La Llave                    | Eliminado     |
| Domingo 21/9  | Leire Martínez     | Deseos de Cosas Imposibles  | Clasificada   |
| Domingo 21/9  | Carlos Gardel      | El Día que me Quieras       | Clasificado   |
| Domingo 21/9  | Sting              | Roxanne                     | Clasificado   |
| 4.to Programa |                    |                             |               |
| Fecha         | Artista            | Canción interpretada        | Resultado     |
| Domingo 28/9  | Violetta           | En mi Mundo                 | Clasificada   |
| Domingo 28/9  | Alfredo Zitarrosa  | Doña Soledad                | Clasificado   |
| Domingo 28/9  | Édith Piaf         | Sous le ciel de París       | Clasificada   |
| Domingo 28/9  | Amy Winehouse      | Valerie                     | Clasificada   |
| Domingo 28/9  | Amy Lee            | My Immortal                 | Clasificada   |
| Domingo 28/9  | Justin Bieber      | Baby                        | Eliminado     |

#### 3.ª Gala
| Emisiones     | Emisiones          | Emisiones              | Emisiones     |
| 1.er Programa | 1.er Programa      | 1.er Programa          | 1.er Programa |
| Fecha         | Artista            | Canción interpretada   | Resultado     |
| ------------- | ------------------ | ---------------------- | ------------- |
| Domingo 5/10  | Violetta           | Libre Soy              | Eliminada     |
| Domingo 5/10  | Fito Páez          | Circo Beat             | Clasificado   |
| Domingo 5/10  | Christina Aguilera | Falsas Esperanzas      | Clasificada   |
| Domingo 5/10  | Amy Winehouse      | Tears Dry On Their Own | Clasificada   |
| Domingo 5/10  | Alfredo Zitarrosa  | De No Olvidar          | Clasificado   |
| 2.do Programa |                    |                        |               |
| Fecha         | Artista            | Canción interpretada   | Resultado     |
| Domingo 12/10 | Shakira            | Inevitable             | Clasificada   |
| Domingo 12/10 | Adele              | Rumor Has It           | Clasificada   |
| Domingo 12/10 | Marc Anthony       | Y Hubo Alguien         | Eliminado     |
| Domingo 12/10 | Sting              | Every Breath You Take  | Clasificado   |
| Domingo 12/10 | Leire Martínez     | Puedes Contar Conmigo  | Clasificada   |
| Domingo 12/10 | David Bisbal       | Ave María              | Clasificado   |
| 3.er Programa |                    |                        |               |
| Fecha         | Artista            | Canción interpretada   | Resultado     |
| Domingo 19/10 | Sheryl Crow        | Sweet Child of Mine    | Clasificada   |
| Domingo 19/10 | Carlos Gardel      | Mano a Mano            | Clasificado   |
| Domingo 19/10 | Patricia Sosa      | Aprender a Volar       | Clasificada   |
| Domingo 19/10 | Amy Lee            | Going Under            | Eliminada     |
| Domingo 19/10 | Édith Piaf         | La Vie en Rose         | Clasificada   |
| Domingo 19/10 | Whitney Houston    | I Have Nothing         | Clasificada   |

#### 4.ª Gala
| Emisiones      | Emisiones          | Emisiones                 | Emisiones     |
| 1.er Programa  | 1.er Programa      | 1.er Programa             | 1.er Programa |
| Fecha          | Artista            | Canción interpretada      | Resultado     |
| -------------- | ------------------ | ------------------------- | ------------- |
| Domingo 2/11   | David Bisbal       | Hoy                       | Clasificado   |
| Domingo 2/11   | Amy Winehouse      | You Know I'm no Good      | Clasificada   |
| Domingo 2/11   | Sting              | Walking on the Moon       | Clasificado   |
| Domingo 2/11   | Alfredo Zitarrosa  | El Violín de Becho        | Eliminado     |
| Domingo 2/11   | Christina Aguilera | Lady Marmalade            | Clasificada   |
| 1.er Repechaje |                    |                           |               |
| Fecha          | Artista            | Canción interpretada      | Resultado     |
| Domingo 9/11   | Marc Anthony       | Ahora Quién               | Eliminado     |
| Domingo 9/11   | Violetta           | Como Quieres              | Eliminada     |
| Domingo 9/11   | Ismael Serrano     | Últimamente               | Clasificado   |
| Domingo 9/11   | Laura Pausini      | La Solitudine             | Eliminada     |
| Domingo 9/11   | Abel Pintos        | Cactus                    | Eliminado     |
| 2.do Programa  |                    |                           |               |
| Fecha          | Artista            | Canción interpretada      | Resultado     |
| Domingo 9/11   | Leire Martínez     | Jueves                    | Eliminada     |
| Domingo 9/11   | Patricia Sosa      | Solo Quiero Rock and Roll | Clasificada   |
| Domingo 9/11   | Édith Piaf         | La Foule                  | Clasificada   |
| Domingo 9/11   | Shakira            | Objection                 | Clasificada   |
| 3.er Programa  |                    |                           |               |
| Fecha          | Artista            | Canción interpretada      | Resultado     |
| Domingo 16/11  | Adele              | Don't You Remember        | Clasificada   |
| Domingo 16/11  | Sheryl Crow        | Tomorrow Never Dies       | Eliminada     |
| Domingo 16/11  | Ismael Serrano     | Últimamente               | Clasificado   |
| Domingo 16/11  | Fito Páez          | Brillante Sobre el Mic    | Clasificado   |
| Domingo 16/11  | Whitney Houston    | Run to You                | Clasificada   |

#### 5.ª Gala
| Emisiones     | Emisiones          | Emisiones                      | Emisiones     |
| 1.er Programa | 1.er Programa      | 1.er Programa                  | 1.er Programa |
| Fecha         | Artista            | Canción interpretada           | Resultado     |
| ------------- | ------------------ | ------------------------------ | ------------- |
| Domingo 23/11 | Whitney Houston    | Greatest love of all           | Clasificada   |
| Domingo 23/11 | Adele              | Make You Feel my Love          | Clasificada   |
| Domingo 23/11 | Ismael Serrano     | Óleo de una mujer con sombrero | Eliminado     |
| Domingo 23/11 | Patricia Sosa      | Luz de mi Vida                 | Eliminada     |
| Domingo 23/11 | Christina Aguilera | Hurt                           | Clasificada   |
| 2.do Programa |                    |                                |               |
| Fecha         | Artista            | Canción interpretada           | Resultado     |
| Domingo 7/12  | Fito Páez          | Yo Vengo a Ofrecer mi Corazón  | Clasificado   |
| Domingo 7/12  | Shakira            | Ciega, Sordomuda               | Eliminada     |
| Domingo 7/12  | Sting              | Message in a Bottle            | Eliminado     |
| Domingo 7/12  | David Bisbal       | Esclavo de sus Besos           | Clasificado   |
| Domingo 7/12  | Amy Winehouse      | He Can Only Hold Her           | Clasificada   |
| Domingo 7/12  | Édith Piaf         | Padam Padam                    | Clasificada   |

#### Semifinal
| Emisiones      | Emisiones          | Emisiones                       | Emisiones      |
| Único Programa | Único Programa     | Único Programa                  | Único Programa |
| Fecha          | Artista            | Canción interpretada            | Resultado      |
| -------------- | ------------------ | ------------------------------- | -------------- |
| Domingo 14/12  | David Bisbal       | Bulería                         | Finalista      |
| Domingo 14/12  | Adele              | Set Fire to the Rain            | Finalista      |
| Domingo 14/12  | Édith Piaf         | Mon Dieu                        | Finalista      |
| Domingo 14/12  | Amy Winehouse      | Will you Still Love me Tomorrow | Finalista      |
| Domingo 14/12  | Christina Aguilera | I Turn to You                   | Semifinalista  |
| Domingo 14/12  | Fito Páez          | Y Dale Alegría a mi Corazón     | Finalista      |
| Domingo 14/12  | Whitney Houston    | One Moment in Time              | Finalista      |

#### Final
| Emisiones      | Emisiones       | Emisiones                | Emisiones      |
| Único Programa | Único Programa  | Único Programa           | Único Programa |
| Fecha          | Artista         | Canción interpretada     | Porcentaje     |
| -------------- | --------------- | ------------------------ | -------------- |
| Domingo 21/12  | Adele           | Rolling in the Deep      | -              |
| Domingo 21/12  | Fito Páez       | Mariposa Teknicolor      | 8,1%           |
| Domingo 21/12  | Édith Piaf      | Non, je ne Regrette Rien | 26,1%          |
| Domingo 21/12  | Amy Winehouse   | Rehab                    | 21,0%          |
| Domingo 21/12  | Whitney Houston | I Will Always Love You   | 31,3%          |
| Domingo 21/12  | David Bisbal    | Oye el Boom              | -              |

- Campeona
- Sub-Campeona
- Tercera
- Cuarto
- Finalista

### Audiencia
| Lista de Índices de audiencia de Yo me Llamo 2014 | Lista de Índices de audiencia de Yo me Llamo 2014 | Lista de Índices de audiencia de Yo me Llamo 2014 | Lista de Índices de audiencia de Yo me Llamo 2014 | Lista de Índices de audiencia de Yo me Llamo 2014 | Lista de Índices de audiencia de Yo me Llamo 2014 | Lista de Índices de audiencia de Yo me Llamo 2014 | Lista de Índices de audiencia de Yo me Llamo 2014 |
| Gala                                              | Prog.                                             | #                                                 | Fecha                                             | Horario                                           | Índice de audiencia Mediametria                   | Resultado PUNI                                    | Ref.                                              |
| ------------------------------------------------- | ------------------------------------------------- | ------------------------------------------------- | ------------------------------------------------- | ------------------------------------------------- | ------------------------------------------------- | ------------------------------------------------- | ------------------------------------------------- |
| 1                                                 | 1                                                 | 1                                                 | 3 de agosto                                       | 21:18 - 22:51                                     | 7.0                                               | Primero                                           | [ 1 ]                                             |
| 1                                                 | 2                                                 | 2                                                 | 10 de agosto                                      | 21:16 - 22:59                                     | 7.9                                               | Primero                                           | [ 2 ]                                             |
| 1                                                 | 3                                                 | 3                                                 | 17 de agosto                                      | 21:10 - 22:56                                     | 6.2                                               | Primero                                           | [ 3 ]                                             |
| 1                                                 | 4                                                 | 4                                                 | 24 de agosto                                      | 21:12 - 22:54                                     | 4.4                                               | Segundo                                           | [ 4 ]                                             |
| 1                                                 | 5                                                 | 5                                                 | 31 de agosto                                      | 21:05 - 23:02                                     | 5.2                                               | Segundo                                           | [ 5 ]                                             |
| 2                                                 | 1                                                 | 6                                                 | 7 de setiembre                                    | 21:11 - 22:54                                     | 5.2                                               | Segundo                                           | [ 6 ]                                             |
| 2                                                 | 2                                                 | 7                                                 | 14 de setiembre                                   | 21:10 - 22:52                                     | 2.7                                               | Cuarto                                            | [ 7 ]                                             |
| 2                                                 | 3                                                 | 8                                                 | 21 de setiembre                                   | 21:06 - 22:50                                     | 3.3                                               | Tercero                                           | [ 8 ]                                             |
| 2                                                 | 4                                                 | 9                                                 | 28 de setiembre                                   | 21:11 - 23:06                                     | 4.4                                               | Primero/Segundo                                   | [ 9 ]                                             |
| 3                                                 | 1                                                 | 10                                                | 5 de octubre                                      | 21:08 - 23:06                                     | 5.0                                               | Primero                                           | [ 10 ]                                            |
| 3                                                 | 2                                                 | 11                                                | 12 de octubre                                     | 21:10 - 23:06                                     | 4.0                                               | Primero                                           | [ 11 ]                                            |
| 3                                                 | 3                                                 | 12                                                | 19 de octubre                                     | 21:07 - 22:57                                     | 4.2                                               | Primero                                           | [ 12 ]                                            |
| 4                                                 | 1                                                 | 13                                                | 2 de noviembre                                    | 21:20 - 22:44                                     | 4.8                                               | Segundo                                           | [ 13 ]                                            |
| 4                                                 | 2                                                 | 14                                                | 9 de noviembre                                    | 21:20 - 22:49                                     | 3.9                                               | Primero/Segundo                                   | [ 14 ]                                            |
| Repechaje                                         |                                                   | 14                                                | 9 de noviembre                                    | 21:20 - 22:49                                     | 3.9                                               | Primero/Segundo                                   | [ 14 ]                                            |
| 4                                                 | 3                                                 | 15                                                | 16 de noviembre                                   | 21:17 - 22:46                                     | 5.4                                               | Primero                                           | [ 15 ]                                            |
| 5                                                 | 1                                                 | 16                                                | 23 de noviembre                                   | 21:16 - 22:46                                     | 3.5                                               | Segundo                                           | [ 16 ]                                            |
| 5                                                 | 2                                                 | 17                                                | 7 de diciembre                                    | 21:15 - 22:56                                     | 4.7                                               | Tercero                                           | [ 17 ]                                            |
| Semifinal                                         | Semifinal                                         | 18                                                | 14 de diciembre                                   | 21:10 - 23:07                                     | 4.7                                               | Segundo                                           | [ 18 ]                                            |
| Final                                             | Final                                             | 19                                                | 21 de diciembre                                   | 21:09 - 23:47                                     | 4.3                                               | Tercero                                           | [ 19 ]                                            |
| Especiales                                        |                                                   |                                                   |                                                   |                                                   |                                                   |                                                   |                                                   |
| Navidad                                           | Navidad                                           | 20                                                | 25 de diciembre                                   | 21:20 - 22:30                                     | No Hay Datos                                      | No Hay Datos                                      | No Hay Datos                                      |
| Lo Mejor                                          | Lo Mejor                                          | 21                                                | 28 de diciembre                                   | 21:19 - 22:46                                     | 1.9                                               | Cuarto                                            | [ 20 ]                                            |
| Hits                                              | Hits                                              | 22                                                | 1 de enero                                        | 21:29 - 22:43                                     | 2.0                                               | Cuarto                                            | [ 21 ]                                            |

     Programa más visto.

     Programa menos visto.

PUNI = Programa Uruguayo no Informativo

## Temporada 2 (2015)

### Presentadores
- Maxi de la Cruz: Actor y Humorista

### Jurado
- Omar Varela: Productor y Director Teatral
- Lea Ben Sasson: Cantante
- Roberto Musso: Vocalista del Grupo El Cuarteto de Nos

### Concursantes
| Participante        | Edad    | Ciudad                | Imita a:              | Nacionalidad              | Estado         | Galas |
| ------------------- | ------- | --------------------- | --------------------- | ------------------------- | -------------- | ----- |
| Gabriel González    | 33 años | Montevideo            | Alfredo Zitarrosa     | Bandera de Uruguay        | 1° Lugar       | 6     |
| Braulio Assanelli   | 19 años | San Ramón             | Pablo Alborán         | Bandera de España         | 2° Lugar       | 6     |
| Camila Sosa         | 20 años | Santa Clara de Olimar | Isabel Pantoja        | Bandera de España         | 3° Lugar       | 6     |
| Pablo Turturiello   | 16 años | Canelones             | Adam Levine           | Bandera de Estados Unidos | 4° Lugar       | 6     |
| Camila Pereyra      | 26 años | Maldonado             | Joss Stone            | Bandera del Reino Unido   | 5° Lugar       | 6     |
| Sofía Siola         | 20 años | Montevideo            | Etta James            | Bandera de Estados Unidos | 6° Lugar       | 6     |
| Victoria Vázquez    | 19 años | Ciudad de la Costa    | Meghan Trainor        | Bandera de Estados Unidos | Semifinalista  | 5     |
| Larissa Beltrán     | 45 años | Montevideo            | Valeria Lynch         | Bandera de Argentina      | Semifinalista  | 5     |
| Emiliano Andrade    | 19 años | Montevideo            | Bruno Mars            | Bandera de Estados Unidos | Semifinalista  | 5     |
| Olga Soto           | 73 años | Montevideo            | Estela Raval          | Bandera de Argentina      | Semifinalista  | 5     |
| Juan Martínez       | 17 años | Montevideo            | Elvis Presley         | Bandera de Estados Unidos | 22° Eliminado  | 4     |
| Martín Gómez        | 20 años | Montevideo            | Robert Plant          | Bandera del Reino Unido   | 21° Eliminado  | 4     |
| Eliel Trindade      | 18 años | Montevideo            | Paul McCartney        | Bandera del Reino Unido   | 20° Eliminado  | 4     |
| Joel Techera        | 23 años | Montevideo            | Romeo Santos          | Bandera de Estados Unidos | 19° Eliminado  | 4     |
| Sebastián Salgueiro | 33 años | Minas                 | Bob Marley            | Bandera de Jamaica        | 18° Eliminado  | 4     |
| Rodrigo Paiva       | 25 años | Ciudad de la Costa    | Sandro                | Bandera de Argentina      | 17° Eliminado  | 4     |
| Federico Maggioli   | 27 años | Montevideo            | Chayanne              | Bandera de Puerto Rico    | 16° Eliminado  | 3     |
| Gabriel Ibarra      | 22 años | Paysandú              | Lady Gaga             | Bandera de Estados Unidos | 15.ª Eliminada | 3     |
| Elías Martínez      | 20 años | Ciudad de la Costa    | Luis Alberto Spinetta | Bandera de Argentina      | 14° Eliminado  | 3     |
| Christopher Aguirre | 31 años | La Paz                | Billy Joel            | Bandera de Estados Unidos | 13° Eliminado  | 3     |
| Fiorella Barraco    | 23 años | Costa de Oro          | Alicia Keys           | Bandera de Estados Unidos | 12.ª Eliminada | 2     |
| Sofía Fernández     | 18 años | Minas                 | Ella Fitzgerald       | Bandera de Estados Unidos | 11.ª Eliminada | 2     |
| Nephesh Cor         | 29 años | Montevideo            | Gwen Stefani          | Bandera de Estados Unidos | 10.ª Eliminada | 2     |
| Pablo Rosa          | 35 años | Montevideo            | Ricardo Arjona        | Bandera de Guatemala      | 9° Eliminado   | 2     |
| Fabricio Scafarelli | 29 años | Ciudad de la Costa    | Jim Morrison          | Bandera de Estados Unidos | 8° Eliminado   | 1     |
| Yael Córdoba        | 21 años | Rocha                 | Lily Allen            | Bandera del Reino Unido   | 7.ª Eliminada  | 1     |
| Sebastián Burgués   | 25 años | Durazno               | Luciano Pereyra       | Bandera de Argentina      | 6° Eliminado   | 1     |
| Jorge González      | 40 años | San José de Mayo      | Luis Miguel           | Bandera de México         | 5° Eliminado   | 1     |
| Santiago Ferrari    | 21 años | Montevideo            | Jaime Ross            | Bandera de Uruguay        | 4° Eliminado   | 1     |
| Stephanie González  | N/A     | Maldonado             | Britney Spears        | Bandera de Estados Unidos | 3.ª Eliminada  | 1     |
| Gimena Insúa        | 19 años | Paysandú              | Lali Espósito         | Bandera de Argentina      | 2.ª Eliminada  | 1     |
| Natalia Corso       | 22 años | Montevideo            | Taylor Swift          | Bandera de Estados Unidos | 1.ª Eliminada  | 1     |

### Galas

#### 1.ª Gala
| Emisiones     | Emisiones             | Emisiones             | Emisiones     |
| 1.er Programa | 1.er Programa         | 1.er Programa         | 1.er Programa |
| Fecha         | Artista               | Canción interpretada  | Resultado     |
| ------------- | --------------------- | --------------------- | ------------- |
| Domingo 9/8   | Elvis Presley         | Jalihouse Rock        | Clasificado   |
| Domingo 9/8   | Taylor Swift          | Shake it Off          | Eliminada     |
| Domingo 9/8   | Gwen Stefani          | Don't Speak           | Clasificada   |
| Domingo 9/8   | Ricardo Arjona        | Te Conozco            | Clasificado   |
| Domingo 9/8   | Sandro                | Yo Te Amo             | Clasificado   |
| 2.do Programa |                       |                       |               |
| Fecha         | Artista               | Canción interpretada  | Resultado     |
| Domingo 16/8  | Bob Marley            | Is this Love          | Clasificado   |
| Domingo 16/8  | Joss Stone            | Super Duper Love      | Clasificada   |
| Domingo 16/8  | Estela Raval          | Resistiré             | Clasificada   |
| Domingo 16/8  | Adam Levine           | This Love             | Clasificado   |
| Domingo 16/8  | Lali Espósito         | Tengo Esperanza       | Eliminada     |
| 3.er Programa |                       |                       |               |
| Fecha         | Artista               | Canción interpretada  | Resultado     |
| Domingo 23/8  | Bruno Mars            | When I Was Your Man   | Clasificado   |
| Domingo 23/8  | Isabel Pantoja        | Se me enamora el alma | Clasificada   |
| Domingo 23/8  | Britney Spears        | Oops! I Did it Again  | Eliminada     |
| Domingo 23/8  | Robert Plant          | Stairway to heaven    | Clasificado   |
| Domingo 23/8  | Alfredo Zitarrosa     | El Violín de Becho    | Clasificado   |
| 4.to Programa |                       |                       |               |
| Fecha         | Artista               | Canción interpretada  | Resultado     |
| Domingo 30/8  | Valeria Lynch         | La Extraña Dama       | Clasificada   |
| Domingo 30/8  | Chayanne              | Dejaría Todo          | Clasificado   |
| Domingo 30/8  | Etta James            | I’d Rather Go Blind   | Clasificada   |
| Domingo 30/8  | Luis Alberto Spinetta | Bajan                 | Clasificado   |
| Domingo 30/8  | Jaime Roos            | Colombina             | Eliminado     |
| 5.to Programa |                       |                       |               |
| Fecha         | Artista               | Canción interpretada  | Resultado     |
| Domingo 6/9   | Lady Gaga             | Poker Face            | Clasificada   |
| Domingo 6/9   | Billy Joel            | Just The Way You Are  | Clasificado   |
| Domingo 6/9   | Alicia Keys           | If I Ain’t Got You    | Clasificada   |
| Domingo 6/9   | Luis Miguel           | No Sé Tú              | Eliminado     |
| Domingo 6/9   | Meghan Trainor        | All About That Bass   | Clasificada   |
| Domingo 6/9   | Luciano Pereyra       | Porque Aún te Amo     | Eliminado     |
| 6.to Programa |                       |                       |               |
| Fecha         | Artista               | Canción interpretada  | Resultado     |
| Domingo 13/9  | Paul McCartney        | Blackbird             | Clasificado   |
| Domingo 13/9  | Lily Allen            | Smile                 | Eliminada     |
| Domingo 13/9  | Jim Morrison          | Love me Two Times     | Eliminado     |
| Domingo 13/9  | Pablo Alborán         | Solamente Tú          | Clasificado   |
| Domingo 13/9  | Ella Fitzgerald       | Summertime            | Clasificada   |
| Domingo 13/9  | Romeo Santos          | Propuesta Indecente   | Clasificado   |

#### 2.ª Gala
| Emisiones     | Emisiones             | Emisiones                       | Emisiones     |
| 1.er Programa | 1.er Programa         | 1.er Programa                   | 1.er Programa |
| Fecha         | Artista               | Canción interpretada            | Resultado     |
| ------------- | --------------------- | ------------------------------- | ------------- |
| Domingo 20/9  | Sandro                | Penumbras                       | Clasificado   |
| Domingo 20/9  | Luis Alberto Spinetta | Seguir Viviendo sin tu Amor     | Clasificado   |
| Domingo 20/9  | Elvis Presley         | Can't Help Falling in Love      | Clasificado   |
| Domingo 20/9  | Bob Marley            | Get up, Stand up                | Clasificado   |
| Domingo 20/9  | Lady Gaga             | Born this Way                   | Clasificada   |
| Domingo 20/9  | Ricardo Arjona        | -                               | Eliminado     |
| 2.do Programa |                       |                                 |               |
| Fecha         | Artista               | Canción interpretada            | Resultado     |
| Domingo 27/9  | Bruno Mars            | Uptown Funk                     | Clasificado   |
| Domingo 27/9  | Isabel Pantoja        | Marinero de luces               | Clasificada   |
| Domingo 27/9  | Paul McCartney        | Hey Jude                        | Clasificado   |
| Domingo 27/9  | Etta James            | All I Could do Was Cry          | Clasificada   |
| Domingo 27/9  | Gwen Stefani          | Just a Girl                     | Eliminada     |
| Domingo 27/9  | Estela Raval          | Como Antes                      | Clasificada   |
| 3.er Programa |                       |                                 |               |
| Fecha         | Artista               | Canción interpretada            | Resultado     |
| Domingo 4/10  | Joss Stone            | You Had Me                      | Clasificada   |
| Domingo 4/10  | Romeo Santos          | Eres Mía                        | Clasificado   |
| Domingo 4/10  | Alfredo Zitarrosa     | Stefani                         | Clasificado   |
| Domingo 4/10  | Meghan Trainor        | Lips are Movin                  | Clasificada   |
| Domingo 4/10  | Ella Fitzgerald       | Feelings                        | Eliminada     |
| Domingo 4/10  | Valeria Lynch         | Que Ganas de no Verte Nunca Más | Clasificada   |
| 4.to Programa |                       |                                 |               |
| Fecha         | Artista               | Canción interpretada            | Resultado     |
| Domingo 11/10 | Adam Levine           | Sunday morning                  | Clasificado   |
| Domingo 11/10 | Pablo Alborán         | Quién                           | Clasificado   |
| Domingo 11/10 | Alicia Keys           | Fallin                          | Eliminada     |
| Domingo 11/10 | Billy Joel            | Uptown Girl                     | Clasificado   |
| Domingo 11/10 | Robert Plant          | Whole Lotta Love                | Clasificado   |
| Domingo 11/10 | Chayanne              | Salomé                          | Clasificado   |

#### 3.ª Gala
| Emisiones     | Emisiones             | Emisiones                     | Emisiones     |
| 1.er Programa | 1.er Programa         | 1.er Programa                 | 1.er Programa |
| Fecha         | Artista               | Canción interpretada          | Resultado     |
| ------------- | --------------------- | ----------------------------- | ------------- |
| Domingo 18/10 | Bruno Mars            | Lazy Song                     | Clasificado   |
| Domingo 18/10 | Paul McCartney        | I Saw Her Standing There      | Clasificado   |
| Domingo 18/10 | Etta James            | Something’s Got a Hold on Me  | Clasificada   |
| Domingo 18/10 | Billy Joel            | Honesty                       | Eliminado     |
| Domingo 18/10 | Sandro                | Rosa                          | Clasificado   |
| 2.do Programa |                       |                               |               |
| Fecha         | Artista               | Canción interpretada          | Resultado     |
| Domingo 25/10 | Bob Marley            | No Woman, no Cry              | Clasificado   |
| Domingo 25/10 | Elvis Presley         | Blue Suede Shoes              | Clasificado   |
| Domingo 25/10 | Luis Alberto Spinetta | Plegaria para un Niño Dormido | Eliminado     |
| Domingo 25/10 | Isabel Pantoja        | Hoy quiero confesarme         | Clasificada   |
| Domingo 25/10 | Estela Raval          | Tú Eres mi Destino            | Clasificada   |
| 3.er Programa |                       |                               |               |
| Fecha         | Artista               | Canción interpretada          | Resultado     |
| Domingo 1°/11 | Romeo Santos          | Obsesión                      | Clasificado   |
| Domingo 1°/11 | Joss Stone            | Harry's Symphony              | Clasificada   |
| Domingo 1°/11 | Robert Plant          | Black Dog                     | Clasificado   |
| Domingo 1°/11 | Alfredo Zitarrosa     | Doña Soledad                  | Clasificado   |
| Domingo 1°/11 | Lady Gaga             | Bad Romance                   | Eliminada     |
| 4.to Programa |                       |                               |               |
| Fecha         | Artista               | Canción interpretada          | Resultado     |
| Domingo 8/11  | Adam Levine           | Moves Like Jagger             | Clasificado   |
| Domingo 8/11  | Valeria Lynch         | Mentira                       | Clasificada   |
| Domingo 8/11  | Pablo Alborán         | Donde Está el Amor            | Clasificado   |
| Domingo 8/11  | Meghan Trainor        | Like I’m Gonna Lose You       | Clasificada   |
| Domingo 8/11  | Chayanne              | Torero                        | Eliminado     |

#### 4.ª Gala
| Emisiones     | Emisiones         | Emisiones                   | Emisiones     |
| 1.er Programa | 1.er Programa     | 1.er Programa               | 1.er Programa |
| Fecha         | Artista           | Canción interpretada        | Resultado     |
| ------------- | ----------------- | --------------------------- | ------------- |
| Domingo 15/11 | Joss Stone        | Miracle Worker              | Clasificada   |
| Domingo 15/11 | Bob Marley        | Redemption Song             | Eliminado     |
| Domingo 15/11 | Isabel Pantoja    | La Bien Paga                | Clasificada   |
| Domingo 15/11 | Etta James        | At Last                     | Clasificada   |
| Domingo 15/11 | Sandro            | Una Muchacha y una Guitarra | Eliminado     |
| 2.do Programa |                   |                             |               |
| Fecha         | Artista           | Canción interpretada        | Resultado     |
| Domingo 22/11 | Paul McCartney    | Live and Let Die            | Eliminado     |
| Domingo 22/11 | Romeo Santos      | Cancioncitas de Amor        | Eliminado     |
| Domingo 22/11 | Adam Levine       | She Will be Loved           | Clasificado   |
| Domingo 22/11 | Pablo Alborán     | Te he Echado de Menos       | Clasificado   |
| Domingo 22/11 | Valeria Lynch     | Señor Amante                | Clasificada   |
| 3.er Programa |                   |                             |               |
| Fecha         | Artista           | Canción interpretada        | Resultado     |
| Domingo 29/11 | Bruno Mars        | Grenade                     | Clasificado   |
| Domingo 29/11 | Meghan Trainor    | Dear Future Husband         | Clasificada   |
| Domingo 29/11 | Alfredo Zitarrosa | Crece Desde el Pie          | Clasificado   |
| Domingo 29/11 | Robert Plant      | Rock and Roll               | Eliminado     |
| Domingo 29/11 | Elvis Presley     | Always On my Mind           | Eliminado     |
| Domingo 29/11 | Estela Raval      | Honrar la Vida              | Clasificada   |

#### Semifinales
| Emisiones     | Emisiones         | Emisiones                       | Emisiones     |
| 1.er Programa | 1.er Programa     | 1.er Programa                   | 1.er Programa |
| Fecha         | Artista           | Canción interpretada            | Resultado     |
| ------------- | ----------------- | ------------------------------- | ------------- |
| Domingo 6/12  | Estela Raval      | Apuesta por el Amor             | Semifinalista |
| Domingo 6/12  | Bruno Mars        | Locked out of Heaven            | Semifinalista |
| Domingo 6/12  | Etta James        | I Just Want to Make Love to You | Finalista     |
| Domingo 6/12  | Isabel Pantoja    | Pensando en Ti                  | Finalista     |
| Domingo 6/12  | Pablo Alborán     | Éxtasis                         | Finalista     |
| 2.do Programa |                   |                                 |               |
| Domingo 13/12 | Valeria Lynch     | Muñeca Rota                     | Semifinalista |
| Domingo 13/12 | Joss Stone        | Right to be Wrong               | Finalista     |
| Domingo 13/12 | Meghan Trainor    | Title                           | Semifinalista |
| Domingo 13/12 | Adam Levine       | Misery                          | Finalista     |
| Domingo 13/12 | Alfredo Zitarrosa | Pal que se Va                   | Finalista     |

#### Final
| Emisiones      | Emisiones         | Emisiones            | Emisiones      |
| Único Programa | Único Programa    | Único Programa       | Único Programa |
| Fecha          | Artista           | Canción interpretada | Porcentaje     |
| -------------- | ----------------- | -------------------- | -------------- |
| Domingo 20/12  | Pablo Alborán     | Pasos de Cero        | 30,5%          |
| Domingo 20/12  | Joss Stone        | Karma                | 5,7%           |
| Domingo 20/12  | Etta James        | I’d Rather Go Blind  | 3,3%           |
| Domingo 20/12  | Adam Levine       | Sugar                | 8,4%           |
| Domingo 20/12  | Isabel Pantoja    | Marinero de Luces    | 12,8%          |
| Domingo 20/12  | Alfredo Zitarrosa | El Violín de Becho   | 39,4%          |

- Campeón
- Sub-Campeon
- Tercera
- Cuarto
- Quinta
- Sexta

### Audiencia
| Lista de Índices de audiencia de Yo me Llamo 2015 | Lista de Índices de audiencia de Yo me Llamo 2015 | Lista de Índices de audiencia de Yo me Llamo 2015 | Lista de Índices de audiencia de Yo me Llamo 2015 | Lista de Índices de audiencia de Yo me Llamo 2015 | Lista de Índices de audiencia de Yo me Llamo 2015 | Lista de Índices de audiencia de Yo me Llamo 2015 | Lista de Índices de audiencia de Yo me Llamo 2015 |
| Gala                                              | Prog.                                             | #                                                 | Fecha                                             | Horario                                           | Índice de audiencia Mediametria                   | Resultado PUNI                                    | Ref.                                              |
| ------------------------------------------------- | ------------------------------------------------- | ------------------------------------------------- | ------------------------------------------------- | ------------------------------------------------- | ------------------------------------------------- | ------------------------------------------------- | ------------------------------------------------- |
| Casting                                           | Casting                                           | 1                                                 | 2 de agosto                                       | 21:19 - 23:06                                     | 7.5                                               | Primero                                           | [ 22 ]                                            |
| 1                                                 | 1                                                 | 2                                                 | 9 de agosto                                       | 21:21 - 23:03                                     | 5.6                                               | Primero                                           | [ 23 ]                                            |
| 1                                                 | 2                                                 | 3                                                 | 16 de agosto                                      | 21:29 - 22:53                                     | 7.9                                               | Primero                                           | [ 24 ]                                            |
| 1                                                 | 3                                                 | 4                                                 | 23 de agosto                                      | 21:25 - 22:54                                     | 6.0                                               | Primero                                           | [ 25 ]                                            |
| 1                                                 | 4                                                 | 5                                                 | 30 de agosto                                      | 21:26 - 22:56                                     | 5.5                                               | Primero                                           | [ 26 ]                                            |
| 1                                                 | 5                                                 | 6                                                 | 6 de setiembre                                    | 21:15 - 22:54                                     | 5.0                                               | Segundo                                           | [ 27 ]                                            |
| 1                                                 | 6                                                 | 7                                                 | 13 de setiembre                                   | 21:20 - 22:56                                     | 6.2                                               | Primero                                           | [ 28 ]                                            |
| 2                                                 | 1                                                 | 8                                                 | 20 de setiembre                                   | 21:16 - 22:53                                     | 5.0                                               | Primero                                           | [ 29 ]                                            |
| 2                                                 | 2                                                 | 9                                                 | 27 de setiembre                                   | 21:15 - 22:58                                     | 5.4                                               | Segundo                                           | [ 30 ]                                            |
| 2                                                 | 3                                                 | 10                                                | 4 de octubre                                      | 21:14 - 23:01                                     | 5.8                                               | Primero                                           | [ 31 ]                                            |
| 2                                                 | 4                                                 | 11                                                | 11 de octubre                                     | 21:25 - 23:01                                     | 5.9                                               | Primero                                           | [ 32 ]                                            |
| 3                                                 | 1                                                 | 12                                                | 18 de octubre                                     | 21:16 - 22:57                                     | 5.3                                               | Primero                                           | [ 33 ]                                            |
| 3                                                 | 2                                                 | 13                                                | 25 de octubre                                     | 21:11 - 22:40                                     | 6.1                                               | Primero                                           | [ 34 ]                                            |
| 3                                                 | 3                                                 | 14                                                | 1 de noviembre                                    | 21:21 - 22:55                                     | 5.0                                               | Segundo/Tercero                                   | [ 35 ]                                            |
| 3                                                 | 4                                                 | 15                                                | 8 de noviembre                                    | 21:24 - 22:57                                     | 6.7                                               | Primero                                           | [ 36 ]                                            |
| 4                                                 | 1                                                 | 16                                                | 15 de noviembre                                   | 21:16 - 22:57                                     | 5.4                                               | Segundo                                           | [ 37 ]                                            |
| 4                                                 | 2                                                 | 17                                                | 22 de noviembre                                   | 21:17 - 22:59                                     | 6.4                                               | Primero                                           | [ 38 ]                                            |
| 4                                                 | 3                                                 | 18                                                | 29 de noviembre                                   | 21:16 - 23:06                                     | 6.0                                               | Primero                                           | [ 39 ]                                            |
| SF                                                | 1                                                 | 19                                                | 6 de diciembre                                    | 21:15 - 23:04                                     | 6.1                                               | Primero                                           | [ 40 ]                                            |
| SF                                                | 2                                                 | 20                                                | 13 de diciembre                                   | 21:20 - 23:01                                     | No hay Datos                                      | No hay Datos                                      | No hay Datos                                      |
| Final                                             | Final                                             | 21                                                | 20 de diciembre                                   | 21:19 - 00:28                                     | 8.1                                               | Primero                                           | [ 41 ]                                            |
| Especiales                                        |                                                   |                                                   |                                                   |                                                   |                                                   |                                                   |                                                   |
| La Previa de la Final                             | La Previa de la Final                             | 22                                                | 20 de diciembre                                   | 18:15 - 20:00                                     | 2.1                                               | Quinto                                            | [ 41 ]                                            |
| Navidad                                           | Navidad                                           | 23                                                | 27 de diciembre                                   | 21:25 - 22:18                                     | 5.1                                               | Segundo                                           | [ 42 ]                                            |
| Hits                                              | Hits                                              | 24                                                | 3 de enero                                        | 21:24 - 22:17                                     | 3.1                                               | Tercero                                           | [ 43 ]                                            |

     Programa más visto.

     Programa menos visto.

PUNI = Programa Uruguayo no Informativo

SF = Semifinales

## Audiencia media
Éstas han sido las audiencias de las ediciones del programa Yo me Llamo.

### Yo me Llamo: Temporadas
| Edición       | Episodios | Fecha estreno       | Fecha final             | Cadena   | Índice de audiencia |
| ------------- | --------- | ------------------- | ----------------------- | -------- | ------------------- |
| Yo me Llamo   | 19        | 3 de agosto de 2014 | 21 de diciembre de 2014 | Teledoce | 4.8                 |
| Yo me Llamo 2 | 21        | 2 de agosto de 2015 | 20 de diciembre de 2015 | Teledoce | 6.0                 |

### Especiales
| Características del Programa | Fecha                   | Cadena   | Índice de audiencia |
| ---------------------------- | ----------------------- | -------- | ------------------- |
| Navidad                      | 25 de diciembre de 2014 | Teledoce | Sin Datos           |
| Lo Mejor                     | 28 de diciembre de 2014 | Teledoce | 1.9                 |
| Hits                         | 1 de enero de 2015      | Teledoce | 2.0                 |
| La Previa de la Final        | 20 de diciembre de 2015 | Teledoce | 2.1                 |
| Navidad                      | 27 de diciembre de 2015 | Teledoce | 5.1                 |
| Hits                         | 3 de enero de 2016      | Teledoce | 3.1                 |

## Premios y nominaciones
| Año  | Premio       | Nominado        | Categoría                          | Resultado |
| 2016 | Premios Iris | Yo me Llamo     | Mejor Programa de Entretenimeintos | Nominados |
| 2016 | Premios Iris | Maxi de la Cruz | Mejor Conducción Masculina         | Nominado  |
| 2016 | Premios Iris | Yo me Llamo     | Mejor Producción Integral          | Nominados |